# Klasyfikacja medalowa Zimowych Igrzysk Olimpijskich 1972
     zdobywcy co najmniej jednego złotego medalu
     zdobywcy co najmniej jednego srebrnego medalu
     zdobywcy co najmniej jednego brązowego medalu
     państwa bez medalu
     państwa nieuczestniczące w igrzyskach

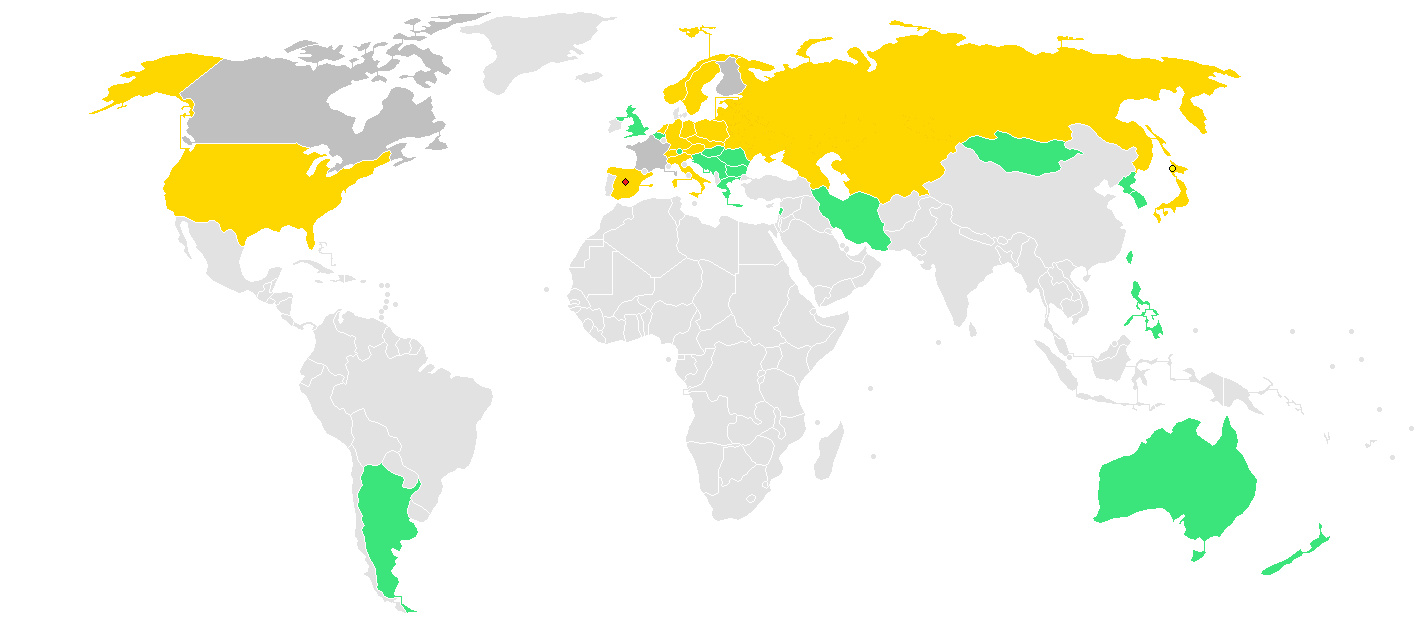
Państwa uczestniczące w Zimowych Igrzyskach Olimpijskich 1972
zdobywcy co najmniej jednego złotego medalu
zdobywcy co najmniej jednego srebrnego medalu
zdobywcy co najmniej jednego brązowego medalu
państwa bez medalu
państwa nieuczestniczące w igrzyskach

Klasyfikacja medalowa Zimowych Igrzysk Olimpijskich 1972 – zestawienie państw, reprezentowanych przez narodowe komitety olimpijskie, uszeregowanych pod względem liczby zdobytych medali na XI Zimowych Igrzyskach Olimpijskich w 1972 roku w Sapporo.
Rywalizacja olimpijska w Sapporo składała się z 35 konkurencji w dziesięciu dyscyplinach sportowych. Pod względem rozgrywanych konkurencji kalendarz nie uległ zmianie względem poprzednich igrzysk, które przeprowadzono w Grenoble. W zawodach olimpijskich w 1972 roku wzięło udział 1008 sportowców (802 mężczyzn i 206 kobiet) z 35 państw. Dla dwóch narodowych reprezentacji – Filipin i Republiki Chińskiej – start w Sapporo był pierwszym w historii występem w zimowych igrzyskach olimpijskich.
Medalistami olimpijskimi zostali zawodnicy i zawodniczki z siedemnastu państw. Największy dorobek, zarówno pod względem złotych medali, jak i wszystkich medali łącznie, uzyskali reprezentanci Związku Socjalistycznych Republik Radzieckich, którzy szesnastokrotnie wywalczyli medal w Sapporo, w tym ośmiokrotnie był to medal złoty. Dla ZSRR były to najlepsze zimowe igrzyska od 1964 roku. Pierwszy w historii medal zimowych igrzysk olimpijskich dla Hiszpanii zdobył narciarz alpejski Francisco Fernández Ochoa, który zwyciężył w slalomie mężczyzn. Pierwsze złote medale zimowych igrzysk dla swoich państw zdobyli również skoczkowie narciarscy – Yukio Kasaya dla Japonii i Wojciech Fortuna dla Polski. Medal Fortuny był jednocześnie pierwszym od 1960 roku medalem zimowych igrzysk zdobytym przez reprezentanta Polski. Pod względem liczby medali start w Sapporo był najlepszym w historii zimowych występów również dla reprezentacji NRD, RFN, Holandii i Szwajcarii. Reprezentacje NRD i RFN po raz drugi nie startowały we wspólnych barwach, a ich występy w 1972 roku były lepsze od osiągnięć sprzed czterech lat. Dla Szwajcarów i Holendrów był to najlepszy zimowy start, a także najlepszy od Letnich Igrzysk Olimpijskich 1948 start olimpijski, biorąc pod uwagę i letnie, i zimowe igrzyska. Dla Stanów Zjednoczonych dorobek medalowy w Sapporo był najlepszym zimowym startem od 1960 roku, kiedy to Amerykanie wywalczyli o dwa srebrne medale więcej.
Dla reprezentantów Finlandii osiągnięcia medalowe w Sapporo były najsłabszymi w ich dotychczasowych startach olimpijskich – był to pierwszy start tej reprezentacji zarówno w letnich, jak i zimowych igrzyskach olimpijskich, podczas których nie zdobyli oni ani jednego złotego medalu. Najsłabsze zimowe starty olimpijskie od 1936 roku uzyskały reprezentacje Austrii i Kanady. Dla Kanadyjczyków był to jednocześnie pierwszy od 1956 start w zimowych igrzyskach bez złotego medalu. Po raz pierwszy od zimowych igrzysk w 1952 roku reprezentanci Szwecji nie zdobyli dwóch złotych medali olimpijskich. Najsłabszy występ od 1956 roku miały reprezentacje Norwegii i Francji. Mimo to, biegacz narciarski Pål Tyldum został pierwszym od 1952 roku Norwegiem, który podczas jednych igrzysk trzykrotnie stanął na podium olimpijskim. Spośród państw, które zdobyły medale na poprzednich zimowych igrzyskach olimpijskich, w Sapporo ani razu nie stanęli na podium olimpijskim reprezentanci Rumunii.
Łącznie 24 zawodnicy i zawodniczki z dziesięciu państw przynajmniej dwukrotnie stanęli na podium olimpijskim w Sapporo. Sześcioro spośród nich zdobyło po trzy medale olimpijskie. Najbardziej utytułowanymi sportowcami, z dorobkiem trzech złotych medali, zostali radziecka biegaczka Galina Kułakowa oraz holenderski panczenista Ard Schenk. Kolejne miejsca w klasyfikacji multimedalistów zajęli biegacz Wiaczesław Wiedienin (2 złote, 1 brązowy), alpejka Marie-Theres Nadig (2 złote) i Pål Tyldum (1 złoty i 2 srebrne). Po trzy medale zdobyły również Marjatta Kajosmaa i Atje Keulen-Deelstra, jednak ani razu nie stanęły na najwyższym stopniu podium.

## Klasyfikacja państw
Poniższa tabela przedstawia klasyfikację medalową państw, które zdobyły medale na Zimowych Igrzyskach Olimpijskich 1972 w Sapporo, sporządzoną na podstawie oficjalnych raportów Międzynarodowego Komitetu Olimpijskiego. Klasyfikacja posortowana jest najpierw według liczby osiągniętych medali złotych, następnie srebrnych, a na końcu brązowych. W przypadku, gdy dwa kraje zdobyły tę samą liczbę medali wszystkich kolorów, o kolejności zdecydował porządek alfabetyczny.
| Miejsce | Państwo        | Złoto | Srebro | Brąz | Razem |
| ------- | -------------- | ----- | ------ | ---- | ----- |
| 1.      | ZSRR           | 8     | 5      | 3    | 16    |
| 2.      | NRD            | 4     | 3      | 7    | 14    |
| 3.      | Szwajcaria     | 4     | 3      | 3    | 10    |
| 4.      | Holandia       | 4     | 3      | 2    | 9     |
| 5.      | USA            | 3     | 2      | 3    | 8     |
| 6.      | RFN            | 3     | 1      | 1    | 5     |
| 7.      | Norwegia       | 2     | 5      | 5    | 12    |
| 8.      | Włochy         | 2     | 2      | 1    | 5     |
| 9.      | Austria        | 1     | 2      | 2    | 5     |
| 10.     | Szwecja        | 1     | 1      | 2    | 4     |
| 11.     | Japonia        | 1     | 1      | 1    | 3     |
| 12.     | Czechosłowacja | 1     | –      | 2    | 3     |
| 13.     | Hiszpania      | 1     | –      | –    | 1     |
| 13.     | Polska         | 1     | –      | –    | 1     |
| 15.     | Finlandia      | –     | 4      | 1    | 5     |
| 16.     | Francja        | –     | 1      | 2    | 3     |
| 17.     | Kanada         | –     | 1      | –    | 1     |
| Razem   | Razem          | 36    | 34     | 35   | 105   |

## Klasyfikacje według dyscyplin

### Biathlon
Podczas igrzysk w Sapporo przeprowadzono dwie konkurencje biathlonowe – bieg na 20 km i bieg sztafetowy 4 × 7,5 km. W rywalizacji brali udział wyłącznie mężczyźni. Biathlonowe konkurencje nie zmieniły się w porównaniu do poprzednich zimowych igrzysk, które odbyły się w Grenoble.
Medale zdobyli biathloniści z pięciu krajów – Norwegii, ZSRR, NRD, Finlandii i Szwecji. Jedynym zawodnikiem, który zdobył więcej niż jeden medal, był Hansjörg Knauthe z NRD, który został wicemistrzem olimpijskim w biegu indywidualnym i brązowym medalistą w sztafecie.
| Miejsce | Państwo   | Złoto | Srebro | Brąz | Razem |
| ------- | --------- | ----- | ------ | ---- | ----- |
| 1.      | Norwegia  | 1     | –      | –    | 1     |
| 1.      | ZSRR      | 1     | –      | –    | 1     |
| 3.      | NRD       | –     | 1      | 1    | 2     |
| 4.      | Finlandia | –     | 1      | –    | 1     |
| 5.      | Szwecja   | –     | –      | 1    | 1     |
| Razem   | Razem     | 2     | 2      | 2    | 6     |

### Biegi narciarskie
Tak samo jak podczas igrzysk w 1968 roku, w Sapporo rozegrano siedem konkurencji biegowych – cztery razy rywalizowali mężczyźni, a trzy razy kobiety. Konkurencje nie uległy zmianie pod względem dystansu i techniki biegu. Ośmioro zawodników przynajmniej dwukrotnie stanęło na podium olimpijskim w Sapporo – pięciu mężczyzn i trzy kobiety.
Najbardziej utytułowaną zawodniczką została Galina Kułakowa, która zdobyła trzy złote medale. Wśród kobiet drugie miejsce w zestawieniu medalistek zajęła Alewtina Olunina z dorobkiem złotego i srebrnego medalu. Trzy medale (dwa srebrne i jeden brązowy) wywalczyła Marjatta Kajosmaa.
Wśród mężczyzn najlepsze wyniki uzyskał Wiaczesław Wiedienin, zdobywając dwa złote i jeden brązowy medal. W klasyfikacji multimedalistów drugie miejsce wśród mężczyzn zajął Pål Tyldum (jeden złoty i dwa srebrne), a trzecie – Fiodor Simaszow (jeden złoty i jeden srebrny). Ponadto po dwa srebrne i dwa brązowe medale zdobyli Johannes Harviken i Ivar Formo.
Medale przyznano reprezentantom sześciu państw – ZSRR, Norwegii, Szwecji, Finlandii, Czechosłowacji i Szwajcarii. Najwięcej medali zdobyli biegacze i biegaczki ze Związku Radzieckiego – 8 – 5 złotych, 2 srebrne i 1 brązowy.
| Miejsce | Państwo        | Złoto | Srebro | Brąz | Razem |
| ------- | -------------- | ----- | ------ | ---- | ----- |
| 1.      | ZSRR           | 5     | 2      | 1    | 8     |
| 2.      | Norwegia       | 1     | 3      | 3    | 7     |
| 3.      | Szwecja        | 1     | –      | –    | 1     |
| 4.      | Finlandia      | –     | 2      | 1    | 3     |
| 5.      | Czechosłowacja | –     | –      | 1    | 1     |
| 5.      | Szwajcaria     | –     | –      | 1    | 1     |
| Razem   | Razem          | 7     | 7      | 7    | 21    |

### Bobsleje
W 1972 roku, podobnie jak cztery lata wcześniej, w ramach igrzysk olimpijskich przeprowadzono dwie konkurencje bobslejowe – dwójki i czwórki mężczyzn.
Rywalizację zdominowali reprezentanci Republiki Federalnej Niemiec, którzy zdobyli trzy medale, po jednym z każdego koloru. Dwa medale (złoty i brązowy) zdobyli Szwajcarzy, a jeden srebrny medal wywalczyli Włosi. Czterech zawodników zdobyło po jednym złotym i jednym brązowym medalu. Byli to reprezentanci RFN – Wolfgang Zimmerer i Peter Utzschneider oraz Szwajcarii – Jean Wicki i Eduard Hubacher. Pozostali zawodnicy zdobyli po jednym medalu.
| Miejsce | Państwo    | Złoto | Srebro | Brąz | Razem |
| ------- | ---------- | ----- | ------ | ---- | ----- |
| 1.      | RFN        | 1     | 1      | 1    | 3     |
| 2.      | Szwajcaria | 1     | –      | 1    | 2     |
| 3.      | Włochy     | –     | 1      | –    | 1     |
| Razem   | Razem      | 2     | 2      | 2    | 6     |

### Hokej na lodzie
Podczas igrzysk w Sapporo turniej hokejowy rozegrano tylko wśród mężczyzn, tak samo jak na igrzyskach w Grenoble. Złoty medal olimpijski zdobyli obrońcy tytułu mistrzowskiego – reprezentanci Związku Socjalistycznych Republik Radzieckich, srebro wywalczyli hokeiści ze Stanów Zjednoczonych, a brąz przyznano reprezentacji Czechosłowacji. Kanadyjczycy, brązowi medaliści z Grenoble, nie wystawili reprezentacji hokejowej na igrzyskach w Sapporo.
| Miejsce | Państwo        | Złoto | Srebro | Brąz | Razem |
| ------- | -------------- | ----- | ------ | ---- | ----- |
| 1.      | ZSRR           | 1     | –      | –    | 1     |
| 2.      | USA            | –     | 1      | –    | 1     |
| 3.      | Czechosłowacja | –     | –      | 1    | 1     |
| Razem   | Razem          | 1     | 1      | 1    | 3     |

### Kombinacja norweska
Niezmiennie od poprzednich igrzysk, w 1972 roku rozegrano jedną konkurencję w kombinacji norweskiej, tj. konkurs indywidualny mężczyzn składający się z trzech serii skoków, spośród których wybierane były dwa najlepsze oraz z biegu na 15 kilometrów. Medale zdobyli reprezentanci dwóch państw – Niemieckiej Republiki Demokratycznej i Finlandii. Złoto i brąz przyznano reprezentantom NRD – Ulrichowi Wehlingowi i Karlowi-Heinzowi Luckowi, a srebro zdobył Fin Rauno Miettinen. Obrońca tytułu mistrza olimpijskiego – Franz Keller – w Sapporo zajął 33. miejsce, a mistrz świata z 1970 roku – Ladislav Rygl – 26. miejsce wśród 39 sklasyfikowanych zawodników.
| Miejsce | Państwo   | Złoto | Srebro | Brąz | Razem |
| ------- | --------- | ----- | ------ | ---- | ----- |
| 1.      | NRD       | 1     | –      | 1    | 2     |
| 2.      | Finlandia | –     | 1      | –    | 1     |
| Razem   | Razem     | 1     | 1      | 1    | 3     |

### Łyżwiarstwo figurowe
W Sapporo rozegrano trzy konkurencje w łyżwiarstwie figurowym – zawody solistów, solistek i par sportowych. Konkurencje nie uległy zmianie względem poprzednich igrzysk. Medale przyznano łącznie 12 łyżwiarzom i łyżwiarkom, spośród których żaden nie stanął więcej niż raz na podium olimpijskim w 1972 roku. Wśród medalistów znaleźli się reprezentanci siedmiu państw – jedyną reprezentacją, która zdobyła więcej niż jeden medal, był ZSRR z dorobkiem jednego złotego i dwóch srebrnych medali.
| Miejsce | Państwo        | Złoto | Srebro | Brąz | Razem |
| ------- | -------------- | ----- | ------ | ---- | ----- |
| 1.      | ZSRR           | 1     | 2      | –    | 3     |
| 2.      | Austria        | 1     | –      | –    | 1     |
| 2.      | Czechosłowacja | 1     | –      | –    | 1     |
| 4.      | Kanada         | –     | 1      | –    | 1     |
| 5.      | Francja        | –     | –      | 1    | 1     |
| 5.      | NRD            | –     | –      | 1    | 1     |
| 5.      | USA            | –     | –      | 1    | 1     |
| Razem   | Razem          | 3     | 3      | 3    | 9     |

### Łyżwiarstwo szybkie
Rywalizacja olimpijska panczenistów w Sapporo składała się z ośmiu konkurencji – czterech wśród mężczyzn i czterech wśród kobiet. Konkurencje pozostały niezmienne od poprzednich igrzysk.
Wśród mężczyzn najbardziej utytułowanym zawodnikiem igrzysk został Ard Schenk z dorobkiem trzech złotych medali. Został tym samym czwartym panczenistą w historii, który zdobył trzy złote medale podczas jednych igrzysk olimpijskich. Poza Schenkiem więcej niż jeden medal zdobyli Norwegowie: Roar Grønvold (dwa srebrne) i Sten Stensen (dwa brązowe). W klasyfikacji państw wśród mężczyzn najlepsi zostali Holendrzy z dorobkiem czterech medali (poza trzema medalami Schenka srebro zdobył jeszcze Kees Verkerk).
Wśród kobiet cztery zawodniczki zdobyły więcej niż jeden medal. Najbardziej utytułowanymi zawodniczkami zostały Dianne Holum i Stien Baas-Kaiser, które zdobyły po jednym złotym i jednym srebrnym medalu. Ponadto złoto i brąz zdobyła Anne Henning, a medal srebrny i dwa brązowe – Atje Keulen-Deelstra. Na podium olimpijskim stanęły reprezentantki czterech państw. Najwięcej, pięć medali, zdobyły Holenderki (jeden złoty, dwa srebrne i dwa brązowe), natomiast pod względem liczby złotych medali pierwsze miejsce w klasyfikacji zajęły Amerykanki (dwa złote, jeden srebrny i jeden brązowy).
Łącznie medale przyznano panczenistom i panczenistkom z sześciu państw – Stanów Zjednoczonych, ZSRR, RFN, Holandii, Szwecji i Norwegii. Najwięcej – dziewięć – medali zdobyli reprezentanci Holandii, którzy osiągnęli cztery złote, trzy srebrne i dwa brązowe medale.
| Miejsce | Państwo  | Złoto | Srebro | Brąz | Razem |
| ------- | -------- | ----- | ------ | ---- | ----- |
| 1.      | Holandia | 4     | 3      | 2    | 9     |
| 2.      | USA      | 2     | 1      | 1    | 4     |
| 3.      | RFN      | 2     | –      | –    | 2     |
| 4.      | Norwegia | –     | 2      | 2    | 4     |
| 5.      | ZSRR     | –     | 1      | 2    | 3     |
| 6.      | Szwecja  | –     | 1      | 1    | 2     |
| Razem   | Razem    | 8     | 8      | 8    | 24    |

### Narciarstwo alpejskie
Na rywalizację narciarzy alpejskich w Sapporo składało się sześć konkurencji, tak jak podczas poprzednich zimowych igrzysk olimpijskich. Zarówno kobiety, jak i mężczyźni startowali w zjeździe, slalomie gigancie i slalomie.
Wśród mężczyzn najbardziej utytułowanym zawodnikiem został Gustav Thöni, który zdobył złoty i srebrny medal, jako jedyny alpejczyk dwukrotnie stanął na podium na tych igrzyskach. W slalomie złoty medal wywalczył Francisco Fernández Ochoa i został pierwszym w historii reprezentantem Hiszpanii, który zdobył medal zimowych igrzysk olimpijskich. Łącznie najwięcej medali zdobyli Szwajcarzy – jeden złoty, dwa srebrne i jeden brązowy. Wśród kobiet dwa tytuły mistrzyni olimpijskiej w zjeździe i slalomie gigancie zdobyła Marie-Theres Nadig. W obu konkurencjach tuż za nią uplasowała się Annemarie Moser-Pröll.
Medale w narciarstwie alpejskim zdobyli reprezentanci sześciu państw – Szwajcarii, Austrii, Włoch, Hiszpanii, Francji i Stanów Zjednoczonych. Najwięcej – sześć – uzyskali Szwajcarzy – trzy złote, dwa srebrne i jeden brązowy.
| Miejsce | Państwo    | Złoto | Srebro | Brąz | Razem |
| ------- | ---------- | ----- | ------ | ---- | ----- |
| 1.      | Szwajcaria | 3     | 2      | 1    | 6     |
| 2.      | Włochy     | 1     | 1      | 1    | 3     |
| 3.      | USA        | 1     | –      | 1    | 2     |
| 4.      | Hiszpania  | 1     | –      | –    | 1     |
| 5.      | Austria    | –     | 2      | 2    | 4     |
| 6.      | Francja    | –     | 1      | 1    | 2     |
| Razem   | Razem      | 6     | 6      | 6    | 18    |

### Saneczkarstwo
Podczas Zimowych Igrzysk Olimpijskich 1972, tak jak cztery lata wcześniej, przeprowadzono trzy konkurencje w saneczkarstwie – jedynki i dwójki mężczyzn oraz jedynki kobiet.
Zawody zdominowali reprezentanci Niemieckiej Republiki Demokratycznej. Zajęli oni wszystkie pozycje medalowe w jedynkach mężczyzn i kobiet, a w dwójkach mężczyzn zdobyli złoty i brązowy medal. W dwójkach złote medale przyznano dwóm reprezentacjom – ex aequo NRD i Włochom. Jedynym zawodnikiem, który wywalczył więcej niż jeden medal, został Wolfram Fiedler – dwukrotnie zdobył on brąz.
| Miejsce | Państwo | Złoto | Srebro | Brąz | Razem |
| ------- | ------- | ----- | ------ | ---- | ----- |
| 1.      | NRD     | 3     | 2      | 3    | 8     |
| 2.      | Włochy  | 1     | –      | –    | 1     |
| Razem   | Razem   | 4     | 2      | 3    | 9     |

### Skoki narciarskie
Na rywalizację skoczków narciarskich w Sapporo składały się dwa indywidualne konkursy – na skoczni dużej i normalnej. Kalendarz imprez nie uległ zmianie w porównaniu do igrzysk w Grenoble.
Konkurs na normalnej skoczni zdominowali reprezentanci Japonii, którzy zdobyli wszystkie medale. Jednocześnie Yukio Kasaya został pierwszym w historii zdobywcą złotego medalu zimowych igrzysk olimpijskich dla swojego kraju. W konkursie na skoczni dużej pierwszy złoty medal zimowych igrzysk dla Polski zdobył Wojciech Fortuna, który o 0,1 punktu wyprzedził Waltera Steinera. Brązowy medal uzyskał reprezentant NRD – Rainer Schmidt. Podwójny mistrz świata z 1970 roku z Wysokich Tatr – Garij Napałkow – w Sapporo zajął 7. i 6. miejsce, natomiast obrońca tytułu mistrza olimpijskiego z normalnej skoczni w Grenoble – Jiří Raška – został sklasyfikowany na 5. i 10. miejscu. W zawodach nie uczestniczył obrońca tytułu ze skoczni dużej – Władimir Biełousow.
| Miejsce | Państwo    | Złoto | Srebro | Brąz | Razem |
| ------- | ---------- | ----- | ------ | ---- | ----- |
| 1.      | Japonia    | 1     | 1      | 1    | 3     |
| 2.      | Polska     | 1     | –      | –    | 1     |
| 3.      | Szwajcaria | –     | 1      | –    | 1     |
| 4.      | NRD        | –     | –      | 1    | 1     |
| Razem   | Razem      | 2     | 2      | 2    | 6     |

## Multimedaliści
Piętnaścioro sportowców zdobyło w Sapporo więcej niż jeden medal, w tym przynajmniej jeden złoty. Najwięcej – czworo – multimedalistów startowało w barwach Związku Socjalistycznych Republik Radzieckich. Pięcioro z multimedalistów stawało na podium olimpijskim w konkurencjach biegowych, czworo w łyżwiarstwie szybkim i bobslejach, natomiast dwoje w narciarstwie alpejskim.
Biegaczka Galina Kułakowa oraz panczenista Ard Schenk zdobyli po trzy złote medale olimpijskie. Trzykrotnie na podium olimpijskim stanęli również biegacze: Wiaczesław Wiedienin, zdobywając dwa złote i brązowy medal oraz Pål Tyldum z dorobkiem złotego i dwóch srebrnych medali.
Poniższa tabela przedstawia indywidualne zestawienie multimedalistów Zimowych Igrzysk Olimpijskich 1972, czyli zawodników i zawodniczek, którzy zdobyli więcej niż jeden medal olimpijski na tych igrzyskach, w tym przynajmniej jeden złoty.
| Miejsce | Zawodnik             | Państwo    | Dyscyplina            | Złoto | Srebro | Brąz | Razem |
| ------- | -------------------- | ---------- | --------------------- | ----- | ------ | ---- | ----- |
| 1.      | Galina Kułakowa      | ZSRR       | biegi narciarskie     | 3     | –      | –    | 3     |
| 1.      | Ard Schenk           | Holandia   | łyżwiarstwo szybkie   | 3     | –      | –    | 3     |
| 3.      | Wiaczesław Wiedienin | ZSRR       | biegi narciarskie     | 2     | –      | 1    | 3     |
| 4.      | Marie-Theres Nadig   | Szwajcaria | narciarstwo alpejskie | 2     | –      | –    | 2     |
| 5.      | Pål Tyldum           | Norwegia   | biegi narciarskie     | 1     | 2      | –    | 3     |
| 6.      | Stien Baas-Kaiser    | Holandia   | łyżwiarstwo szybkie   | 1     | 1      | –    | 2     |
| 6.      | Dianne Holum         | USA        | łyżwiarstwo szybkie   | 1     | 1      | –    | 2     |
| 6.      | Alewtina Olunina     | ZSRR       | biegi narciarskie     | 1     | 1      | –    | 2     |
| 6.      | Fiodor Simaszow      | ZSRR       | biegi narciarskie     | 1     | 1      | –    | 2     |
| 6.      | Gustav Thöni         | Włochy     | narciarstwo alpejskie | 1     | 1      | –    | 2     |
| 11.     | Anne Henning         | USA        | łyżwiarstwo szybkie   | 1     | –      | 1    | 2     |
| 11.     | Eduard Hubacher      | Szwajcaria | bobsleje              | 1     | –      | 1    | 2     |
| 11.     | Peter Utzschneider   | RFN        | bobsleje              | 1     | –      | 1    | 2     |
| 11.     | Jean Wicki           | Szwajcaria | bobsleje              | 1     | –      | 1    | 2     |
| 11.     | Wolfgang Zimmerer    | RFN        | bobsleje              | 1     | –      | 1    | 2     |